# Regurgitofagia
Regurgitofagia é um espetáculo teatral de Michel Melamed, baseado em livro homônimo publicado pela Editora Objetiva.
Estreou na cidade do Rio de Janeiro em abril de 2004 e esteve nove meses em cartaz, em cidades como São Paulo, onde ficou por seis meses em cartaz, Brasília, Porto Alegre, Belo Horizonte, Nova Iorque, Paris e Berlim.[carece de fontes?]
Neste trabalho, Michel Melamed se utiliza da integração de linguagens —  teatro, poesia falada, stand-up comedy, performance e artes plásticas — para criticar com humor o mundo contemporâneo, através, exclusivamente, de fragmentos de textos autorais e de uma interface denominada "pau-de-arara", onde cada reação sonora da plateia (risos, aplausos, tosses, etc.) é captada por microfones que as transformam em descargas elétricas sobre o corpo do a(u)tor.
Foi eleito um dos dez melhores espetáculos teatrais do ano de 2004 pelo jornal O Globo, um dos destaques de 2004 do Jornal do Brasil, e conquistou críticos e teatrólogos como Bárbara Heliodora e Gerald Thomas.[carece de fontes?]

## Ficha Técnica
- Texto, Concepção e Atuação: Michel Melamed.
- Direção: Alessandra Colasanti, Marco Abujamra e Michel Melamed.
- Desenvolvimento da Interface: Alexandre Boratto e Avltech.
- Figurino: Luiza Marcier.
- Direção Musical: Lucas Marcier e Rodrigo Marçal/ Estúdio Arpx.
- Iluminação: Adriana Ortiz.
- Fotos: Débora 70.
- Projeto Gráfico: Olívia Ferreira e Pedro Garavaglia/ Estúdio Radiográfico.
- Assessoria de Imprensa: Vanessa Cardoso.
- Produção Executiva: Bianca de Felippes.
- Produção: Bianca de Felippes e Michel Melamed.
- Realização: De Felippes Produções Artísticas e Paralelepípedo Produções Artísticas.